# Ambitus
Nella musica, l'ambitus è l'intervallo compreso tra la nota più bassa e quella più alta di una partizione, di una voce o di uno strumento.
Nell'ambito dello studio delle tecniche compositive del canto gregoriano, si parla di ambitus in riferimento all'estensione melodica di una linea di canto. 
L'ambitus normalmente non supera l'ottava: il che è peraltro deducibile dall'utilizzo che il canto gregoriano fa (nella fattispecie, nella editio typica vaticana) della notazione quadrata su tetragramma e non su pentagramma.
| Controllo di autorità | GND (DE) 7630742-6 |